# Drezdenko
Drezdenko (udtale: [drɛzˈdɛŋkɔ]; tysk: Driesen) er en by og en kommune (Gmina) i det vestlige Polen, der ligger i voivodskabet Lubusz (Województwo lubuskie) og har 9.800(2021) indbyggere og et areal på 		10,74 km². Den er en del af powiatet (amt) Strzelce-Drezdenko.

## Historie
Området var et sted for et grænsefort til den middelalderlige polske stat. Under Bolesław 3. Wrymouth's regeringstid blev det hævet til rang af Kastellan. I perioden med Piast-slægten var det oprindeligt en del af Hertugdømmet Storpolen og derefter genstand for kampe mellem hertugdømmet og Markgrevskabet Brandenburg, som overtog kontrollen over det efter 1296. Det blev solgt af brandenburgerne til De Tyske Ridderes Klosterorden i 1317 under myndigheden af ridderne Burkhard og Heinrich von der Osten. Men i 1365 blev det en del af Kongeriget Polen, under kong Kasimir 3. af Polen (den store) styre, for igen at gå tabt til de teutoniske riddere i 1408 Byen blev forsømt af de teutoniske riddere, slottet brændte ned, og dele af bymuren kollapsede.
- Banegård fra 1857
- Jesu Hellige Hjertes Kirke, bygget i 1914
- Transfigurationskirken, bygget i 1898–1902
- Barokpaladset fra ca. 1766, i dag sæde for Ungdomsskolen
- Folkeskole N.1., opført 1903–1904 oprindeligt som posthus